# El caso de los señores pequeñitos
El caso de los señores pequeñitos es una historieta de 1981 del dibujante de cómics español Francisco Ibáñez perteneciente a la serie Mortadelo y Filemón. 

## Sinopsis
El profesor Bacterio ha inventado la solución XJ-73, un reconstituyente que supuestamente convierte a quien se lo toma en un superhombre. Por equivocación el Súper confunde la botella del invento con una botella de vino y se la sirve a sus invitados. El brebaje funciona mal y el Súper se vuelve pequeñito. Entonces envía a Mortadelo y Filemón a buscar a los invitados por si también se vuelven pequeños. Mortadelo y Filemón deberán traer a esos señores pequeñitos hasta la T.I.A. para que el profesor Bacterio pueda aplicarles un antídoto.

## Comentario
El argumento del álbum es similar al de la historieta corta  La Hormona X-5 en la que el que el que se ve reducido de tamaño es Filemón.